# 沙特阿拉伯公民账户计划
沙特阿拉伯公民账户计划是一项始于2017年12月的现金转移项目。本方案由劳动和社会发展部通过并实施。通过该项目，沙特阿拉伯的公民每月都能从国家获得补贴。沙特阿拉伯正在进行许多改革，以减少国家对石油收入的依赖，但许多改革使一些人更加贫穷。公民账户是基本收入的一种形式，旨在平衡这一比例，以避免在石油、燃料和能源价格上涨的情况下出现更高的贫困率。这一财政支持是对电力和汽油成本增加以及对许多产品征收增值税的回应。
2017年12月，就在该项目开始前，登记入户的家庭超过370万户，相当于1300万人口，占该国人口的一半以上。 截至2013年截至2013年，估计有1/5到1/3的沙特阿拉伯居民是非本国公民。